# Internationale Filmfestspiele Berlin 1960
Die Internationalen Filmfestspiele Berlin 1960 fanden vom 24. Juni bis zum 5. Juli 1960 statt.
Die 10. Berlinale sollte als Jubiläumspräsent zahlreiche Weltstars dem Publikum präsentieren. Sei es am Flughafen Tempelhof oder am Bahnhof Zoo, überall empfingen die Massen Stars wie Cary Grant, Jean Gabin, Jean-Paul Belmondo, Vittorio Gassman, Gene Kelly oder Richard Widmark.

## Wettbewerb
Folgende Filme waren in diesem Jahr im offiziellen Wettbewerb zu sehen:
| Filmtitel                      | Regisseur                                                                                   | Produktionsland     | Darsteller (Auswahl)                                 |
| Auf Regen folgt Sonne          | Hyun Mok Yoo                                                                                | Südkorea            |                                                      |
| Außer Atem                     | Jean-Luc Godard                                                                             | Frankreich          | Jean-Paul Belmondo, Jean Seberg                      |
| Biyaya ng lupa                 | Manuel Silos                                                                                | Philippinen         |                                                      |
| Das Fest ist aus               | Leopoldo Torre Nilsson                                                                      | Argentinien         | Arturo García Buhr                                   |
| Das Glas Wasser                | Helmut Käutner                                                                              | Deutschland         | Gustaf Gründgens, Liselotte Pulver, Sabine Sinjen    |
| Liebesspiele                   | Philippe de Broca                                                                           | Frankreich          | Jean-Pierre Cassel, Geneviève Cluny                  |
| Jokyo                          | Kon Ichikawa, Yaszuzo Masumura, Kozaburo Yoshimura (Episodenfilm bestehend aus drei Teilen) | Japan               |                                                      |
| Kaks' tavallista Lahtista      | Ville Salminen                                                                              | Finnland            |                                                      |
| Der Kampf um den Adlerfels     | Tancred Ibsen                                                                               | Norwegen            | Alf Malland                                          |
| Kirmes                         | Wolfgang Staudte                                                                            | Deutschland         | Juliette Mayniel, Götz George, Hans Mahnke           |
| Der letzte Frühling            | Michael Cacoyannis                                                                          | Griechenland        | Alexandros Mamatis, Jenny Russell, Nikiforos Naneris |
| Mein Sklavenmädchen            | Ubol Yugala                                                                                 | Thailand            |                                                      |
| Der Meistergauner              | Dino Risi                                                                                   | Italien, Frankreich | Vittorio Gassman                                     |
| Morgenröte (1960)              | Prabhat Mukherjee                                                                           | Indien              |                                                      |
| Ein neuer Weg                  | S.M. Agha                                                                                   | Pakistan            |                                                      |
| Nianchan - Mein älterer Bruder | Shohei Imamura                                                                              | Japan               |                                                      |
| Pickpocket                     | Robert Bresson                                                                              | Frankreich          | Martin LaSalle, Marika Green                         |
| Der Ruf des Brachvogels        | Henry Barakat                                                                               | Ägypten             | Faten Hamama                                         |
| Sängkammartjuven               | Göran Gentele                                                                               | Schweden            | Jarl Kulle                                           |
| Der Schelm von Salamanca       | César Fernández Ardavín                                                                     | Spanien, Italien    | Marco Paoletti                                       |
| Tro, håb og trolddom           | Erik Balling                                                                                | Dänemark            | Bodil Ipsen                                          |
| Unter zehn Flaggen             | Duilio Coletti                                                                              | Italien, USA        | Van Heflin, Charles Laughton                         |
| Wer den Wind sät               | Stanley Kramer                                                                              | USA                 | Spencer Tracy, Fredric March, Gene Kelly             |
| Wilder Strom                   | Elia Kazan                                                                                  | USA                 | Montgomery Clift, Lee Remick, Jo Van Fleet           |
| Zorniges Schweigen             | Guy Green                                                                                   | Großbritannien      | Richard Attenborough, Pier Angeli                    |

## Internationale Jury
In diesem Jahr war der amerikanische Stummfilmstar Harold Lloyd Jury-Präsident. Er stand folgender Jury vor: Floris Luigi Ammannati (Italien), Georges Auric (Frankreich), Joaquin de Entrambasaguas (Spanien), Werner Richard Heymann (Deutschland), Hidemi Ima (Japan), Sohrab Modi (Indien), Georg Ramseger (Deutschland), Henry Reed (Großbritannien), Eva Staar (Deutschland) und Frank Wisbar (Deutschland).

## Preisträger
- Goldener Bär: Der Schelm von Salamanca (El Lazarillo de Tormes)
- Silberne Bären:
  - Jean-Luc Godard (Beste Regie)
  - Juliette Mayniel in Kirmes (Beste Darstellerin)
  - Fredric March in Wer den Wind sät (Bester Darsteller)
  - Les Jeux de l'amour (Sonderpreis für die beste Filmkomödie)

- Goldener Bär für den besten Dokumentarfilm: Faja Lobbi von Herman van der Horst

## Weitere Preise
- Jugendfilmpreis (Dokumentarfilm): Wilde Katzen (Jungle Cat) von James Algar
- Jugendfilmpreis (Spielfilm): Wer den Wind sät (Inherit the Wind )
- FIPRESCI-Preis: Zorniges Schweigen (The Angry Silence )